# Gulf Daily News
Pour les articles homonymes, voir Daily News et GDN.
Ne doit pas être confondu avec Gulf News.
Gulf Daily News (GDN) est un quotidien anglophone de Bahreïn.

## Description
Autoproclamé "The Voice of Bahrain" (« la voix de Bahreïn »), le journal est axé sur le monde des affaires et orienté business. Attentif à ne pas contrarier le régime du pays, il préfère les articles consensuels.
Le journal est la propriété du groupe North Star et est associé au portfolio de titres de presse de sa filiale Al Hilal Groups. Chaque jour, 11 500 exemplaires de la version papier sont distribués à la vente.

## Historique
Le Gulf Daily News est lancé en 1978, en même temps qu'est créé le groupe de communication et marketing Al Hilal,.